# André Giraud
André Giraud (Burdeos, 3 de abril de 1925-Levallois-Perret, 27 de julio de 1997) fue un político e ingeniero francés, ministro de Industria y de Defensa durante la Quinta República.

## Biografía
Nació el 3 de abril de 1925 en Burdeos, Fue ministro de Industria en un gabinete Barre entre abril de 1978 y mayo de 1981. También ocupó, precedido por Paul Quilès, el cargo de ministro de Defensa en un gabinete Chirac entre marzo de 1986 y mayo de 1988, siendo sucedido por Jean-Pierre Chevènement; durante su mandato manifestó dudas sobre el proyecto Rafale. Falleció el 27 de julio de 1997 en Levallois-Perret.